# Mariusz Wlazły
Mariusz Wlazły (* 4. srpen 1983, Wieluń, Polsko) je polský profesionální volejbalista, který hraje na pozici univerzál.

## Profesionální kluby
- 1997-2001  WKS Wieluń
- 2001-2003  SPS Zduńska Wola
- 2003-  PGE Skra Bełchatów

## Úspěchy
- 2006:  Vicemistrovství světa
- 2014:  Mistrovství světa [1].

## Individuální ocenění
- Nejužitečnější hráč a nejlepší univerzál Mistrovství světa 2014 [2].